# نوريو تاتينو (مصارعة يابانية)
نوريو تاتينو (باليابانية : 立野 記代 تنطق باليابانية : تاتينو نوريو) (من مواليد 1 ديسمبر 1965) هو مصارعة محترفة يابانية متقاعدة والتي أُشتهرت بكونها عضوة في فريق" Jumping Bomb Angels" مع إيتسوكي يامازاكي. وعملت في كمصارعة محترفة لصالح اتحاد اول جابان ويمنز برو ريسلينج (AJWPW) والاتحاد العالمي للمصارعة (WWF) وعملت في اتحاد ليديز ليجند برو ريسلينغ (LLPW) منذ عام 1992 حتى تقاعدها في عام 2010 .

## مهنة مصارعة المحترفين

### اتحاد أول جابان ويمنز برو ريسلينج
شاركت نوريو تاتينو كمصارعة محترفة لصالح شركة أول جابان ويمنز برو ريسلينج في الثمانينات من القرن الماضي.و في الـ 10 من أغسطس لعام 1982 هزمت تشيجوسا ناجايو لتفوز ببطولة AJW للجونيور، والتي احتفظت بها حتى 8 يناير 1984 عندما خسرتها أمام تشيجوسا ناجايو. في 28 فبراير 1984، هُزمت من قبل شريكتها المستقبلية إيتسوكي يامازاكي في نزال علي بطولة بطولة AJW .
كما حملت نوريو تاتينو بطولة All Pacific الخاصة بالأتحاد. حيث هزمت بول ناكانو للفوز باللقب في 13 نوفمبر 1989 وحملته حتى 30 أبريل 1990، عندما هزمت من قبل أجا كونج لتخسر اللقب لصالح الأخيرة.

### جامبينج بومب أنجيلز
تعاونت شركة تاتينو مع المصارعة إيتسوكي يامازاكي لتشكيل فريق شارك في البداية في اليابان لصالح أول جابان ويمنز برو ريسلينج في الثمانينات وفي 5 يناير 1986، قام فريق ذا أنجيلز بهزيمة بول ناكانو وكوندور سايتو للفوز ببطولة WWWA للفرق ‏ الشاغرة التابعة للاتحاد. ثم في 20 مارس 1986، هزمتا فريق ذا كراش جالس «الفتيات الساحقات» (ليونيس آسكا وتشيجوسا ناجايو) فريق ذا أنجيلز للفوز بألقاب WWWA للفرق من الأخيرتين بعد ان حافظتا عليها مدة أكثر من شهرين. 
وقعت كل من تاتينو ويامازاكي مع الاتحاد العالمي للمصارعة في منتصف عام 1987 لتصارعا هناك باسم «جامبينج بومب أنجيلز». حيث صارعوا في النسخة الأولي من عرض سلسلة الناجين وتمكن فريق جامبينج بومب أنجيلز من ان تصبحا هما الناجيتين الوحيدة في مباراة سلسلة الصمود للسيدات. خلال المباراة، استقبلوا هتافات كبيرة من الجمهور وأشادا بهن المعلقين غوريلا مونسون وجيسي فينتورا ، خاصة بعد أن قامتا بضرب جيمي هارت بدروب كيك علي الزاوية الحديدة في الحلبة.  في الرابع والعشرين من يناير 1988، في أول عرض رويال رمبل فازتا على فريق ذا غلامور جيرلز (ليلاني كاي وجودي مارتن) في مباراة تثبيتين من أصل ثلاثة ليفوزوا ببطولة WWF النساء للفرق. حيث حافظن عليها لمدة 136 يومًا وفي 8 يونيو 1988 تمكن فريق ذا غلامور جيرلز (ليلاني كاي وجودي مارتن) من هزم جامبينج بومب أنجيلز لكي تستعيدا بطولة WWF النساء للفرق.

### اتحاد ليديز ليجند برو ريسلينج
عملت في اتحاد ليديز ليجند برو ريسلينغ (LLPW) منذ عام 1992 حتى تقاعدها في عام 2010 وحققت في هذا الاتحاد عدة ألقاب.

## البطولات والإنجازات
- اتحاد أول جابان ويمنز برو ريسلينج
  - بطولة AJW للجونيور (مرة واحدة)
  - بطولة All Pacific (مرة واحدة)
  - بطولة WWWA للفرق (مرة واحدة  [لغات أخرى]‏) - مع إيتسوكي يامازاكي
- اتحاد ليديز ليجيند برو ريسلينج
  - بطولة LLPW السينجل (مرة واحدة)
  - بطولة LLPW للفرق السداسية (مرتين) - هارلي سايتو وكيكو أونو (1) - ياشا كورينيا ورومي كازاما (1)
  - بطولة LLPW للفرق (مرة واحدة) - مع إيجل ساواي
- اتحاد ليديز بروفوشينال ريسلينج أسوسياشين
  - بطولة LPWA للفرق (مرة واحدة) - مع إيجل ساواي
- اتحاد المصارعة العالمي
  - بطولة WWF النساء للفرق (مرة واحدة) - مع يتسوكي يامازاكي

## روابط خارجية
- نوريو تاتينو على موقع ميوزك برينز (الإنجليزية)
- نوريو تاتينو على موقع CageMatch worker (الإنجليزية)
- نوريو تاتينو على موقع قاعدة بيانات المصارعة على الإنترنت (الإنجليزية)